# Vanilla seretii
Vanilla seretii är en orkidéart som beskrevs av De Wild. Vanilla seretii ingår i släktet Vanilla och familjen orkidéer. Inga underarter finns listade i Catalogue of Life.